# 2020年共和党全国代表大会
2020年共和党全国代表大会是2020年8月24日至27日间美国共和党举行的总统提名大会，该大会决定2020年美国总统大选中该党的总统和副总统候选人。由于美国2019冠状病毒病疫情，此次大会取消了传统的大型集会，举办地是北卡罗来纳州夏洛特的夏洛特会议中心和华盛顿特区的安德鲁·梅隆礼堂等场馆。大会再次提名了现任总统唐纳德·特朗普总统和副总统迈克·彭斯为总统候选人。8月27日，中国盲人人权辩护律师陈光诚出席此次大会并在安德鲁·梅隆礼堂发表演讲，称中共是人类的公敌，对特朗普表示支持。